# Andrew Coscoran
Andrew Coscoran (* 18. Juni 1996 in Balbriggan) ist ein irischer Leichtathlet, der sich auf die Mittelstreckenläufe spezialisiert hat.

## Sportliche Laufbahn
Andrew Coscoran stammt aus Balbriggan und besuchte die Saint Mary’s Diocesan High School in Drogheda. Er trat erstmals 2013 bei nationalen Wettkämpfen über die Mittelstreckendistanzen an. Hauptsächlich startet er seitdem im 1500-Meter-Lauf. 2014 lief er im Juni Bestzeit von 3:47,42 min über 1500 Meter und siegte über diese Distanz einen Monat später bei den Irischen U20-Meisterschaften. 2015 zog er bei den U20-Europameisterschaften im schwedischen Eskilstuna in das Finale ein, in dem er den neunten Platz belegte. 2016 steigerte er seine Bestzeit auf 3:45,75 min, bevor er 2017 die Zeit nochmal bis auf 3:41,20 min steigerte. Mitte Juli trat er bei den U23-Europameisterschaften in Bydgoszcz an, ohne dabei das Finale erreichen zu können.
2019 gewann Coscoran die Silbermedaille bei den Irischen Meisterschaften. 2020 siegte er im März bei den Irischen Hallenmeisterschaften über 1500 Meter. 2021 lief er bei seinem ersten Wettkampf der Hallensaison im französischen Liévin eine Zeit von 3:37,20 min und rückte damit auf den fünften Platz in der irischen Allzeit-Bestenliste vor. Zugleich erfüllte er die Voraussetzungen, um bei den Halleneuropameisterschaften Anfang März in Toruń an den Start gehen zu können. Bei seinen ersten internationalen Meisterschaften im Erwachsenenbereich gelang ihm auf Anhieb der Einzug in das Finale, in dem er den siebten Platz belegte. Anfang Juni steigerte er seine Bestzeit im 1500-Meter-Lauf auf 3:35,66 min und qualifizierte sich damit für die Olympischen Sommerspiele in Tokio. Anfang August trat er im Vorlauf in Tokio an und konnte in das Halbfinale einziehen. Darin blieb er nur knapp hinter seiner Bestleistung aus dem Juni zurück und verpasste den Einzug in das Finale.
2022 trat Coscoran im März bei den Hallenweltmeisterschaften in Belgrad an. Er startete im vierten und damit letzten Vorlauf, verpasste als Fünfter des Laufes allerdings den Einzug in das Finale. Insgesamt belegte er den 15. Platz. Im Juli nahm er in den USA an seinen ersten Weltmeisterschaften teil. Dabei konnte er direkt ins Halbfinale einziehen. Darin kam er schließlich allerdings nicht über den 23., und somit vorletzten, Platz hinaus. Danach startete er bei den Europameisterschaften in München. Er zog in das Finale ein, das er als Neunter beendete. 2023 lief Coscoran Ende Februar in Birmingham in 3:33,49 min einen neuen irischen Hallenrekord im 1500-Meter-Lauf. Einen Monat später startete er bei den Halleneuropameisterschaften in Istanbul. Er trat im zweiten der drei Vorläufe über 1500 Meter an, schied darin allerdings als Vierter seines Laufes aus. Anfang Juni stellte er bei einem Meeting im polnischen Bydgoszcz in 3:33,87 min eine neue 1500-Meter-Bestzeit auf. Einen Monat später lief er in einem extrem schnellen Rennen beim Diamond-League-Meeting in Chorzów noch einmal mehr als drei Sekunden schneller und stellte damit einen weiteren irischen Nationalrekord auf. Im August trat er in Budapest wieder bei den Weltmeisterschaften an. Dort zog er erneut in das Halbfinale ein, blieb darin allerdings chancenlos in seinem Lauf.
2020 und 2021 wurde Coscoran irischer Meister im 1500-Meter-Lauf; 2020 in der Halle und 2021 im Freien.

## Wichtige Wettbewerbe
| Jahr               | Veranstaltung               | Ort                | Platz              | Disziplin          | Zeit               |
| Startet für Irland | Startet für Irland          | Startet für Irland | Startet für Irland | Startet für Irland | Startet für Irland |
| ------------------ | --------------------------- | ------------------ | ------------------ | ------------------ | ------------------ |
| 2015               | U20-Europameisterschaften   | Eskilstuna         | 9.                 | 1500 m             | 3:52,33 min        |
| 2017               | U23-Europameisterschaften   | Bydgoszcz          | 26.                | 1500 m             | 3:52,47 min        |
| 2021               | Halleneuropameisterschaften | Toruń              | 7.                 | 1500 m             | 3:40,38 min        |
| 2021               | Olympische Sommerspiele     | Tokio              | 21.                | 1500 m             | 3:35,84 min        |
| 2022               | Hallenweltmeisterschaften   | Belgrad            | 15.                | 1500 m             | 3:340,53 min       |
| 2022               | Weltmeisterschaften         | Eugene             | 23.                | 1500 m             | 3:44,66 min        |
| 2022               | Europameisterschaften       | München            | 9.                 | 1500 m             | 3:39,91 min        |
| 2023               | Halleneuropameisterschaften | Istanbul           | 15.                | 1500 m             | 3:44,11 min        |
| 2023               | Weltmeisterschaften         | Budapest           | 22.                | 1500 m             | 3:37,39 min        |

## Persönliche Bestleistungen
Freiluft
- 1500 m: 3:30,42 min, 16. Juli 2023, Chorzów, (irischer Rekord)
- 3000 m: 7:50,87 min, 13. Mai 2023, Belfast

Halle
- 1500 m: 3:33,49 min, 25. Februar 2023, Birmingham, (irischer Rekord)
- 3000 m: 7:40,36 min, 4. Februar 2024, Boston